# Citís de Montalegre

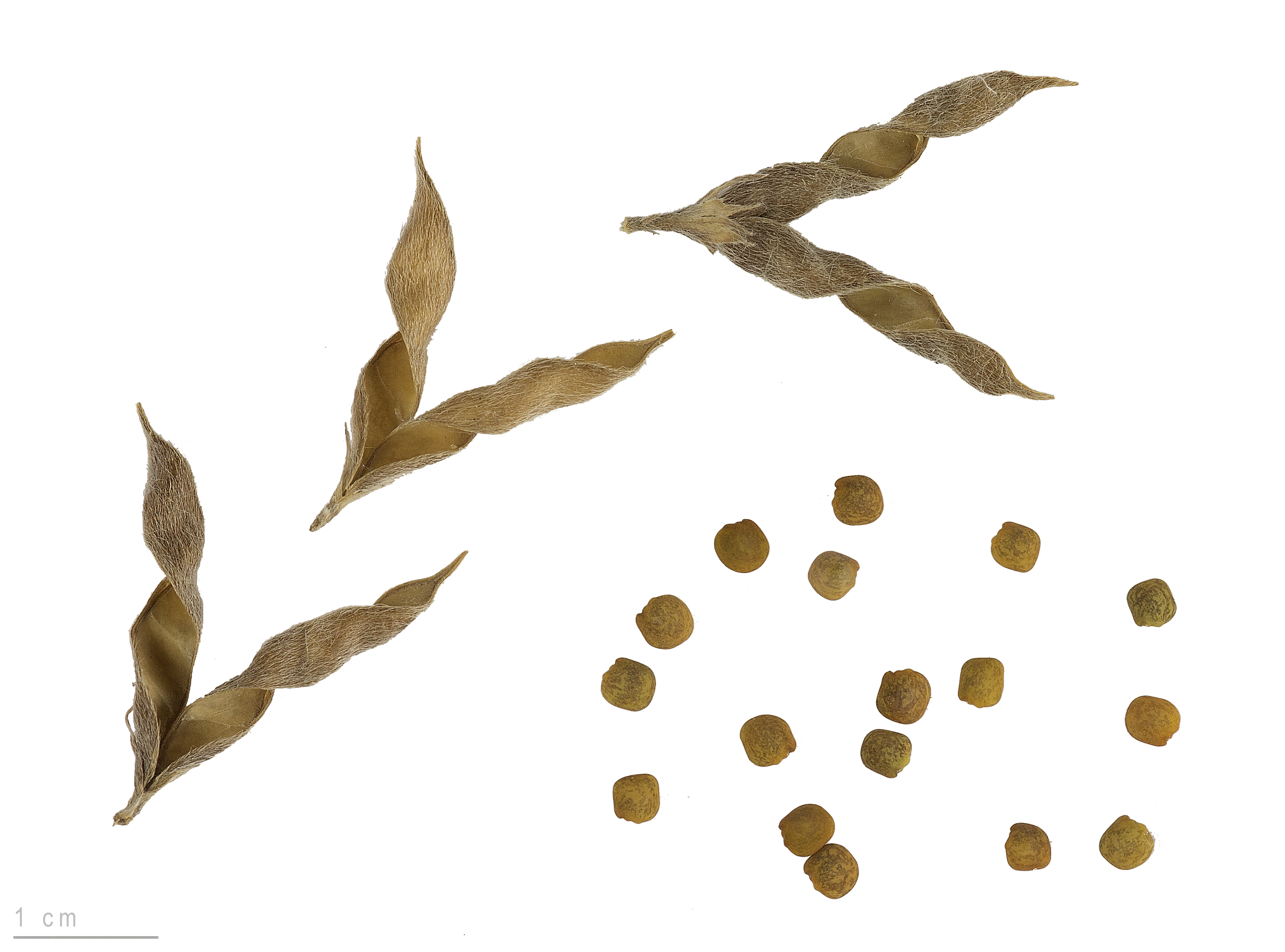
Argyrolobium zanonii

El citís de Montalegre (Argyrolobium zanonii), és una espècie de planta amb flor del gènere Argyrolobium dins la família de les fabàcies.
Addicionalment pot rebre els noms de citís platejat, ginestera, herba de la bajoqueta, herba de la plata, herba de plata i platejada. També s'han recollit les variants lingüístiques citis platejat i citisso de Montalegre.
És una mata laxa de tiges ascendents de 10 a 30 cm d'alçada, fulles trifoliades amb els folíols el·líptics i lanceolats de 5 a 14 x 3 a 6 mm glabrescents a l'anvers, sedosos i grisos al revers (cosa que li dona un aspecte platejat). El calze és bilabiat i les flors són grogues, de 9 a 12 mm; floreix de març a juny; el llegum és sedós.
Viu en erms, prats secs i brolles clares. Viu a l'oest de la conca mediterrània (Europa i Àfrica). No es troba a Menorca; a la resta de Països Catalans es troba entre el nivell del mar i els 1.500 m d'altitud.